# Lac La Belle
Le lac La Belle est une étendue d'eau située dans l'État du Michigan aux États-Unis.

## Géographie
Le lac La Belle s'étend sur 15 km2 dans le comté de Keweenaw situé dans la péninsule de Keweenaw dans la partie Nord de la péninsule supérieure du Michigan. Il a donné le nom à un hameau situé au bord du lac. 
Le lac La Belle est alimenté par de nombreux ruisseaux et par la rivière Petit Gratiot, émissaire du lake Gratiot. Le lac La Belle se déverse dans la baie Bête Grise située sur le lac Supérieur.

## Histoire
Son nom date de l'époque de la Nouvelle-France quand des trappeurs et coureurs des bois Canadiens-français arpentaient la région des Grands Lacs au XVIIIe siècle.

## Économie
Au XXe siècle, l'extraction du cuivre dans la région a transformé ce lac en port de chargement de ce métal. Un canal fut creusé depuis le lac vers le lac Supérieur pour permettre aux cargos de mouiller à l'intérieur du lac. Les mines de cuivre ont depuis fermé, et le lac est devenu un lieu touristique et de loisirs.

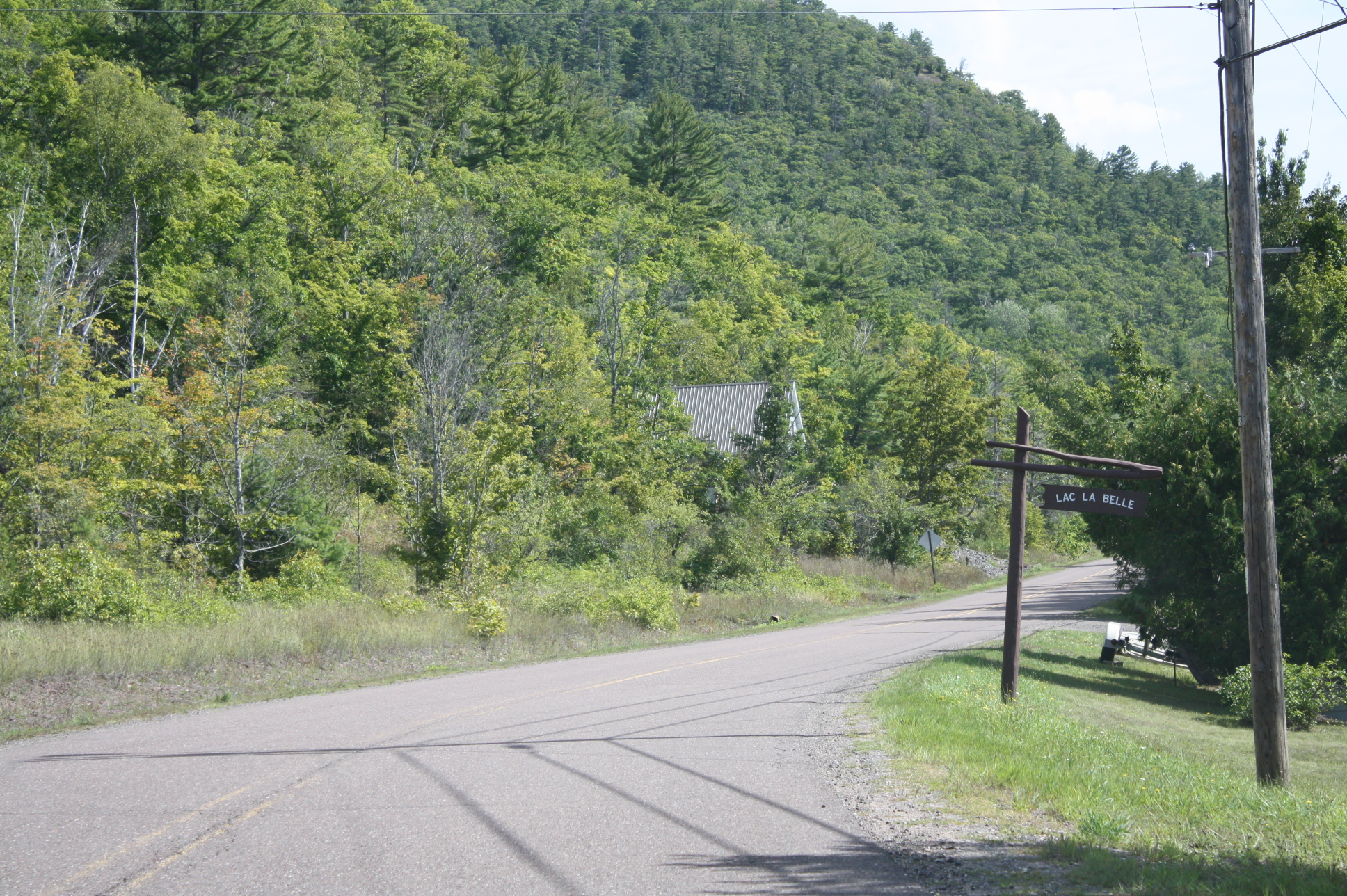
Panneau routier indicateur du hameau et du lac La Belle.